# Mestre das contas
Mestre (em latim: magister) ou procurador das contas ou cálculos (em latim: procurator a rationibus), geralmente citado apenas como a rationibus ("no comando/encarregado das contas"), foi um secretário das finanças do Império Romano encarregado da manutenção dos registros e gastos do fisco, ou seja, o tesouro imperial. Este oficial desempenhou função nas finanças desde os primeiros tempos do Império Romano. O ofício foi originalmente ocupados por homens libertos, mas pelo século II, em especial pelo reinado do imperador Adriano (r. 117–138), apenas equestres ocuparam esta posição. Foi abolido sob Diocleciano (r. 285–305), sendo substituído pelo conde das sagradas liberalidades (comes sacrarum largitionum).